# أفرو كندا سي إف-105 السهم
أفرو كندا سي إف-105 السهم (بالإنجليزية: Avro Canada CF-105 Arrow)‏ والمعروفة غالبًا باسم أفرو السهم هي طائرة اعتراضية ذات أجنحة دلتا صُمّمت وبُنيت ن قبل أفرو كندا. وعدت طائرة سي إف-105 بسرعة 2 ماخ على ارتفاعات تتجاوز 50,000 قدم (15,000 متر) وكان الغرض منها أن تكون الطائرة الاعتراضية الأساسية لسلاح الجو الملكي الكندي (آر سي إيه إف) في الستينيات من القرن العشرين وما بعدها.
كانت طائرة السهم تتويجًا لسلسلة من دراسات التصميم التي بدأت في عام 1953 والتي فحصت الإصدارات المُحسّنة من أفرو كندا سي إف-100 كانوك. بعد دراسة كبيرة، اختارت آر سي إيه إف تصميمًا أكثر قوة بشكل كبير، وبدأ التطوير الجاد في مارس 1955. كان من المقرر بناء الطائرة مباشرة من خط الإنتاج، وتخطي مرحلة النموذج الأولي اليدوي. طُرحت أول طائرة السهم إم كي. آي، آر إل-201، للجمهور في 4 أكتوبر 1957، في نفس يوم إطلاق سبوتنك 1.
بدأ اختبار الطيران مع آر إل-201 في 25 مارس 1958، وسرعان ما أظهر التصميم معالجة وأداء ممتازين، ووصلت إلى سرعة 1.9 ماخ في مستوى الطيران. بدعم من برات آند ويتني جيه 75، اكتمل بناء ثلاث طائرات إم كاي.1. وهي إل-202، آر إل-203، آر إل-204. وسرعان ما كان محرك أوريندا يوروكوا الأخف وزنًا والأكثر قوة جاهزًا للاختبار، وكانت أول إم كاي.2 بمحرك يوروكوا، في ما يُعرف بطائرة آر إل-206، جاهزةً للاختبار استعدادًا لاختبارات الطيران والقبول من قبل طياري آر سي إيه إف في أوائل عام 1959.
في 20 فبراير 1959، أوقف رئيس وزراء كندا جون ديفنبيكر بشكل مفاجئ تطوير طائرة السهم (ومحركاتها يوروكوا) قبل إجراء مراجعة المشروع المقررة لتقييم ذلك البرنامج. حاولت كندا بيع طائرة السهم إلى الولايات المتحدة وبريطانيا، لكن لم تُبرم أي اتفاقيات. بعد ذلك بشهرين، أُمِر بتدمير خط التجميع والأدوات والخطط والهياكل والمحركات الحالية. كان الإلغاء موضوع جدل سياسي كبير في ذلك الوقت، وبقي التدمير اللاحق للطائرة في الإنتاج موضوعًا للنقاش بين المؤرخين والنقاد الصناعيين. «أدى هذا الإجراء إلى إخراج أفرو من العمل بشكل فعال وتبعثر موظفو الهندسة والإنتاج ذوي المهارات العالية...».